# Acqua salmastra
Viene solitamente definita salmastra quell'acqua che possiede una salinità superiore a quella dell'acqua dolce ma inferiore a quella marina.

## Descrizione
Quasi tutta l'acqua presente nell'idrosfera può essere suddivisa in acqua marina con salinità relativamente costante, solitamente compresa fra 35 e 37 grammi al litro, e acqua dolce con bassissimo contenuto salino (inferiore a 0,5 grammi di sale al litro). L'acqua dolce deriva solitamente dall'accumulo per condensazione o brinazione sulla superficie terrestre di molecole d'acqua in forma liquida o ghiacciata provenienti dall'atmosfera.
In alcune determinate aree geografiche si possono trovare acque con salinità intermedie che risultano dal mescolamento dell'acqua marina con quella dolce proveniente dai fiumi o da bacini lacustri, in ambienti acquitrinosi, come gli estuari, i delta fluviali o le aree di gronda, o nel sottosuolo, sotto forma di acqua fossile derivante dalla combinazione delle originarie acque marine rimaste intrappolate fra i sedimenti durante la loro deposizione con fluidi acquosi circolanti nel sottosuolo. Sempre nel sottosuolo, principalmente in vicinanza di linee di costa, si possono rinvenire falde acquifere con acqua salmastra provocata dalla contaminazione di acqua dolce sotterranea con acqua marina infiltratasi verso l'entroterra.
Tecnicamente viene solitamente definita come salmastra l'acqua avente un contenuto salino disciolto compreso tra i 0,5 e 30 grammi di sale per litro; dato che la genesi di quest'acqua è legata alla combinazione di acque di diversa provenienza, non sempre costanti, in quanto soggette a fluttuazioni stagionali (periodi piovosi, periodi secchi, ecc.) o variabili casuali (come entità delle precipitazioni meteoriche), ne consegue che la salinità degli ambienti salmastri è spesso soggetta ad una maggior variabilità dei valori di sali disciolti rispetto agli altri ambienti dell'idrosfera.

## Energia a gradiente salino
L'acqua salmastra si origina anche come sottoprodotto del processo di osmosi per la produzione di energia dal gradiente salino acqua dolce/acqua salata.

## Biologia
Nella biologia delle acque dolci le zone salmastre delle foci delle lagune presentano un notevole interesse a causa della mescolanza di faune e flore di acque continentali e marine. Poche invece sono le specie endemiche. Nell'ittiologia spesso le acque salmastre vengono dette zona dei Mugilidi in riferimento ad una famiglia di pesci ossei frequente in questi habitat. Tra gli invertebrati tipiche sono le biocostruzioni del polichete Ficopomatus enigmaticus.